# Lubiesz (powiat wałecki)
Lubiesz – wieś w Polsce położona w województwie zachodniopomorskim, w powiecie wałeckim, w gminie Tuczno.

## Podział
| SIMC    | Nazwa  | Rodzaj    |
| ------- | ------ | --------- |
| 1063391 | Lubowo | część wsi |

## Historia
Miejscowość pierwotnie związana była z Wielkopolską oraz z Brandenburgią. Ma metrykę średniowieczną i istnieje co najmniej od początku XIV wieku. Wymieniona w dokumencie z 1337 jako Llubisdorp, 1532 Lubsdorff, 1533 Lubestorp, 1535 Lubsthorp.
Wieś była własnością szlachecką. W 1337 leżała w ziemi Tuczno i należała do Ludwika de Wedel. W 1423 miejscowość była siedzibą własnej parafii w dekanacie wschowskim. W 1563 należała do powiatu wałeckiego, a w 1535 powiatu poznańskiego Korony Królestwa Polskiego. W 1349 była siedzibą własnej parafii, a w XVI wieku należała do parafii Tuczno.
W 1337 wieś liczyła 64 łany z czego 4 łany stanowiły uposażenie dla plebana. Lennicy natomiast płacili w zamian za pełnienie służby: Konrad - 10 talarów, Runkow 11 talarów, sołtys 6 talarów. We wsi stała także karczma, która płaciła jeden talent. W 1349 miejscowość liczyła 60 łanów osiadłych. W 1532 Maciej Tuczyński „de Wedel” przekazując miasto Tuczno przekazał je wraz z wsiami, w tym m.in. z Lubieszem, swoim synom Krzysztofowi i Stanisławowi.
Miejscowość odnotowano w historycznych regestach podatkowych. Z latach 1563-1579 zachował się zapis pobóru podatków. W 1563 Stanisław Tuczyński starszy zapłacił ze swojej części majątku od 16 łanów, a w 1577 od 16 łanów. W 1579 zapłacił od 8 śladów, karczmarza, zagrodnika, kowala i pastucha, a także od wyszynku 71 beczek piwa. W 1563 Redinger Wedelski zapłacił podatki z 4,5 łanów, a w 1577 3 łanów oraz od dwóch zagrodników. W 1579 zapłacił on od 3 półśladów, sołtysa oraz od jednej zagrodniczki. W 1628 we wsi było 41 łanów.
W latach 1946–54 siedziba gminy Lubiesz. W latach 1954–1971 wieś należała i była siedzibą władz gromady Lubiesz, po jej zniesieniu w gromadzie Tuczno. W latach 1975–1998 miejscowość administracyjnie należała do województwa pilskiego.